# Noah Hathaway

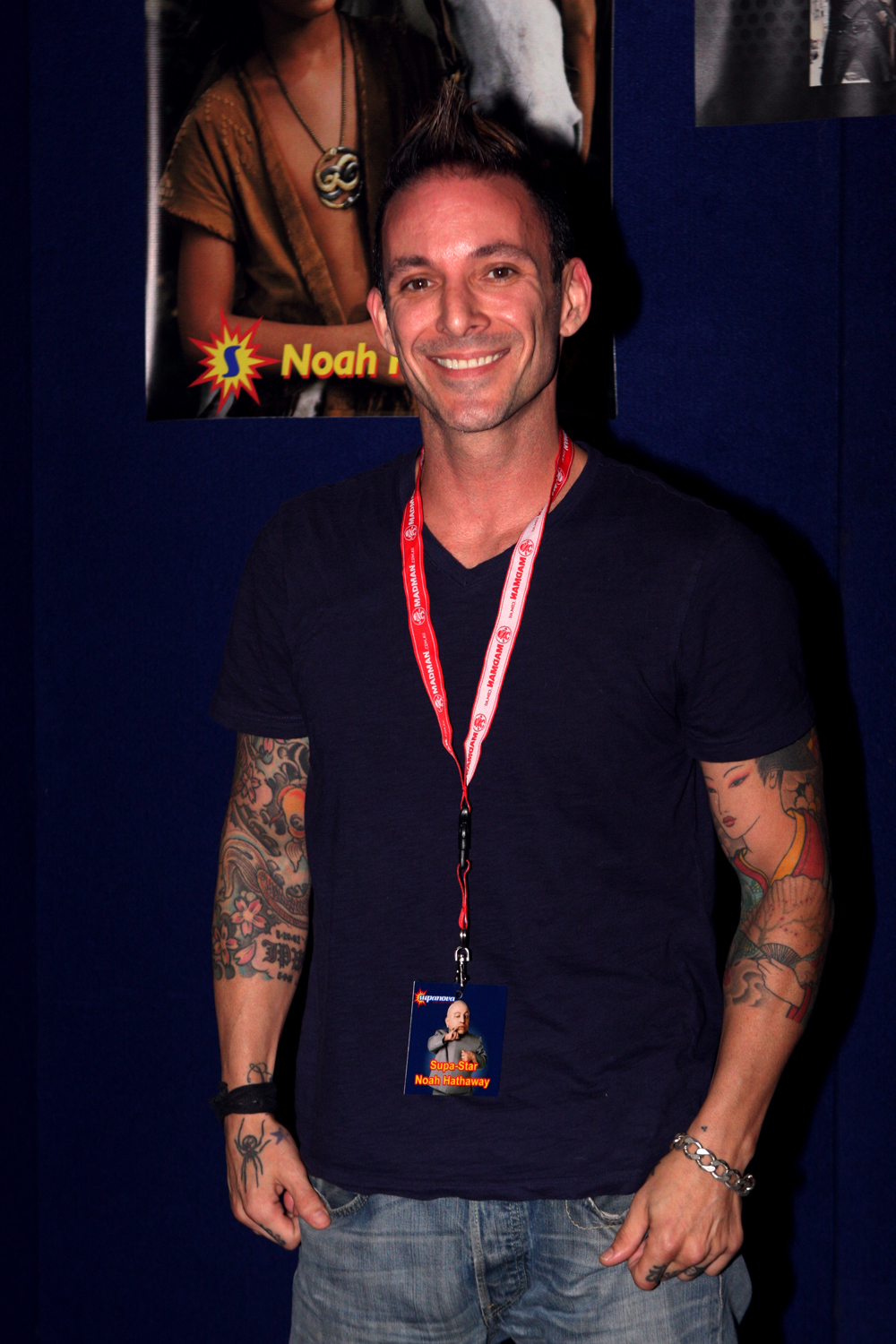
Noah Hathaway

Noah Hathaway, född 13 november 1971 i Los Angeles, är en amerikansk skådespelare, främst känd för rollen som Atreju i Den oändliga historien och Harry Potter jr i Troll (det är inte samma figur som den senare Harry Potter).
Hans huvudroll i To Die to Sleep (också känd som Mortal Danger) fick väldigt dålig kritik, vilket sägs ha varit avgörande för hans efterföljande avhopp som skådespelare.[källa behövs]
År 2012 kom han emellertid tillbaka till skådespeleriet som den slitne, otursförföljde kåkfararen Fish i Grindhouse-produktionen Sushi Girl.

## Filmografi
| Film                  | Film                            | Film                | Film                                                                           |
| År                    | Film                            | Roll                | Noteringar                                                                     |
| --------------------- | ------------------------------- | ------------------- | ------------------------------------------------------------------------------ |
| 1980                  | It's My Turn                    | Homer's Son         |                                                                                |
| 1981                  | Separate Ways                   | Jason Colby         |                                                                                |
| 1982                  | Tjejen som inte ville gifta sig | Lyle Ballou         |                                                                                |
| 1984                  | Den oändliga historien          | Atreyu              |                                                                                |
| 1984                  | Quest                           |                     | kortfilm                                                                       |
| 1986                  | Troll                           | Harry Potter Jr.    |                                                                                |
| 1994                  | To Die, to Sleep                | Phil                |                                                                                |
| 2012                  | Sushi Girl                      | Fish                |                                                                                |
| 2012                  | Mondo Holocausto!               | Ruggero Margheriti  |                                                                                |
| 2013                  | Blue Dream                      | Roper Karlsson      |                                                                                |
| TV-filmer             |                                 |                     |                                                                                |
| År                    | Titel                           | Roll                | Noteringar                                                                     |
| 1979                  | High Midnight                   | Timmy               |                                                                                |
| 1986                  | Casebusters                     | Jamie               |                                                                                |
| TV                    |                                 |                     |                                                                                |
| År                    | Titel                           | Roll                | Noteringar                                                                     |
| 1978–1979             | Stridsplanet Galactica          | Boxey               | 22 avsnitt                                                                     |
| Gästuppträdande på TV |                                 |                     |                                                                                |
| År                    | Titel                           | Roll                | Noteringar                                                                     |
| 1979                  | Supertrain                      | Kid                 |                                                                                |
| 1979                  | The Last Convertible            |                     | miniserie                                                                      |
| 1980                  | Mork & Mindy                    | Jud                 | Avsnitt: "Little Orphan Morkie"                                                |
| 1980                  | Eight Is Enough                 | Jerry               | 2 avsnitt: "And Baby Makes Nine, Part One" and "And Baby Makes Nine, Part Two" |
| 1982                  | Laverne and Shirley             | Kevin Swisher       | Avsnitt: "Lightning Man"                                                       |
| 1982                  | CHiPs                           | Tommy               | Avsnitt: "Ice Cream Man"                                                       |
| 1984                  | Simon & Simon                   | Patrick Jessup      | Avsnitt: "Almost Completely Out of Circulation"                                |
| 1985                  | Call to Glory                   | Boy in French Class | Avsnitt: "JFK: Part Two"                                                       |
| 1985                  | CBS Storybreak                  |                     | Röst i 2 avsnitt: "How to Eat Fried Worms" och "C.L.U.T.Z."                    |
| 1985                  | Fem i familjen                  | Adam Galardner      | Avsnitt: "Designated Hitter"                                                   |
| 1986                  | Wildfire                        |                     | extra röster                                                                   |